# Hapoel Katamon Jerusalem F.C.
Hapoel Jerusalem FC, antiguo Hapoel Katamon Jerusalem FC, es un equipo de fútbol israelí de Jerusalén fundado en el 2007 propiedad de los fanes que hicieron una empresa para así comprar el club al estar descontentos con la gestión que se llevaba con el antiguo equipo, Hapoel Jerusalem F.C..El club juega actualmente en la Liga Leumit y sus partidos como local los juega en el Estadio Teddy Kollek.En su fundación, el Hapoel Katamon Jerusalén se convirtió en el primer club israelí propiedad de sus fanes.
Actualmente se llama Hapoel Jerusalem Football Club.

## Historia
Football Club Hapoel Jerusalén fue fundado en 1926.El club pertenecía a Histadrut, Federación General de Trabajadores de la Tierra de Israel (una organización de sindicatos de Israel de carácter socialista).En 1957, el equipo subió por primera vez a la primera división israelí. A lo largo de las décadas de 1960 y 1970, la "época dorada" del equipo, "Hapoel" superaron en número de espectadores al equipo rival de la ciudad, Beitar Jerusalén que era además asociado al movimientos de derechas del Sionismo revisionista. El logro más importante en la historia del club fue ganar la Copa de Israel en 1973 al imponerse por dos goles a cero al Hakoah Ramat-Gan.
Desde la década de 1980, perdió su ventaja con el Beitar Jerusalén, pasando además entre los años 1980 y 1990 jugando entre la primera y la segunda división.En 1993 fue comprado por el empresario Yosi Sassi, quien nombró a su amigo Víctor Yona como presidente.A finales de la década de los 90, los dos tuvieron varios conflictos y los procesos judiciales, y el equipo cambió manos.
En la temporada 2006/07, el equipo baja por segunda vez a la tercera División, y después de años de búsqueda de alguien que quisiera comprar el club, los aficionados desencantados y muy descontentos con la gestión, acuerdan la creación de una empresa con el objetivo de comprar el club, cuando se hizo evidente que llegar a un acuerdo era imposible, decidieron la creación de un equipo alternativo.El grupo, dirigido por el periodista Uri Sheradski junto con el apoyo del que sería futuro alcalde Nir Barkat, compró el Hapoel Mevaseret Zion F.C. al que cambio el nombre por "Hapoel Katamon/Mevasseret Sión". El nuevo nombre de Katamon fue tomado de un barrio de Jerusalén en el que el Hapoel Jerusalén FC jugó desde 1954 hasta pasar al estadio de YMCA y más tarde en el Estadio Teddy a principios de 1990.El primer partido que jugó el club fue el 19 de octubre de 2007 ante 3.000 espectadores con victoria por dos goles a uno contra el Hapoel Najalat Yehuda.No todos los aficionados del Hapoel Jerusalem FC apoyaron la creación de este nuevo club alegando que era una traición al equipo, pero el número de espectadores y socios es mayor a favor del nuevo club.

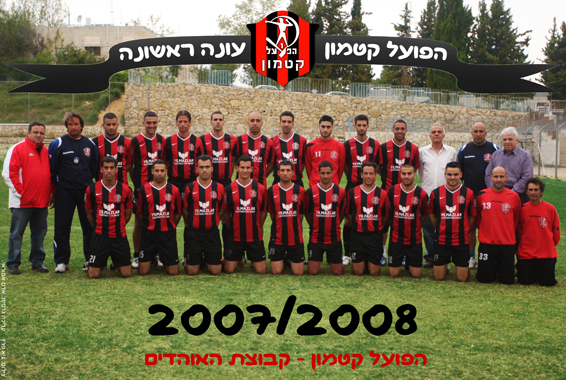
Primer equipo en la 2007/08

El club se mantuvo durante 2 años de esta manera.El primer año, la temporada 2007/08, fue de un éxito relativo, pues el equipo llegó a la 7 ª ronda de la Copa de Israel y terminó en la segunda posición de la liga, a sólo un punto del ascenso a la Liga Artzit.En la siguiente temporada el equipo terminó séptimo lugar.Durante esta segunda temporada, los esfuerzos por unir al Hapoel Katamon y Hapoel Jerusalem se reanudaron, pero sin éxito.Finalmente, se decidió poner fin a la cooperación con el Hapoel Mevasseret, lo que supuso que el club ya pudiera tener como base la ciudad de Jerusalén, pero administrativamente la creación de un equipo llevaba consigo que el comienzo debía de comenzar en la Liga Gimel, quinta división israelí.
Con su actual denominación,Hapoel Jerusalem Katamon, empezó a jugar a finales de septiembre de 2009 en el Estadio de la Universidad Hebrea de Jerusalén.La nueva forma de gestión constaba de 3 representantes elegidos por los socios.En esa temporada Amir Gola, antiguo capitán e icono del Hapoel Jerusalén, ficha por el equipo.Al final de la temporada 2008/09 el equipo termina en primer lugar de la clasificación por lo que asciende a la Liga Bet.
En la temporada 2009/10, el equipo se refuerza con un gran número de jugadores entre los que se encuentra Shay Aharon, capitán del Hapoel Jerusalem desde hace varios años. También en esta temporada el equipo termina en la primera posición por lo que logra el ascenso a la Liga Alef. Esta temporada el club había fundado un equipo juvenil que también logró el ascenso en su primera temporada de existencia.
Es en la temporada 2012/13 cuando el equipo logra el ascenso a la segunda División, Liga Leumit, donde compartiría división con el Hapoel Jerusalem. El Hapoel Katamon terminó la temporada 2013/14 en el puesto decimocuarto de la Liga, por lo que tuvieron que jugar la promoción por la permanencia contra un equipo de la Liga Alef, el Hapoel Tiberias F.C.. El equipo perdió por un global de 1-5, por lo que se vio obligado a descender de nuevo. La temporada siguiente vuelve a quedar campeón de la Liga Alef y retorno de nuevo a la Liga Leumit.
En la temporada 2015-16 , el club logró su mejor posición hasta la fecha, cuando terminó cuarto en la Liga Leumit, posición que volvió a lograr en la temporada 2018/19.
En mayo de 2020, durante la temporada 2019-20 , el Consejo del club decidió cambiar el nombre del club a Hapoel Jerusalem y cambió el logotipo.

## Afición
Junto al éxito deportivo, muchos de los aficionados del equipo, con una ideología ligada al sionismo socialista y una concepción cooperativista, valoran también el ideal de que un club debe ser propiedad de su afición y no de los empresarios. Las causas sociales e ideológicas, valores como la igualdad, el juego limpio, la denuncia de la violencia, así como una buena convivencia, también son valoradas.
Los aficionados del equipo han participado en diversas actividades sociales, como parte de lo que se conoce como "La Iniciativa Social". Estas iniciativas incluyen la enseñanza a estudiantes incluidos en diversas escuelas de Jerusalén, así como la enseñanza de hebreo a nuevos inmigrantes. Hoy en día, el más exitoso de estos programas es lo que se llama la "liga de barrio", en el que los estudiantes de primaria representan a sus escuelas en los equipos de fútbol y también reciben ayuda con sus tareas escolares.
Las familias de los aficionados constituyen una gran parte de miembros propietarios.

## Otras iniciativas del club
Fuera del equipo profesional, mantiene equipos de niños y adolescentes en lo que participan chicos y chicas tanto árabes como judíos. Además de realizar distintos proyectos sociales como la liga de los barrios y actividades con gente con dificultades conjuntamente con el Werder Bremen alemán.

## Palmarés

### Títulos ligueros
| Liga       | Número | Temporadas       |
| ---------- | ------ | ---------------- |
| Liga Alef  | 2      | 2012/13, 2014/15 |
| Liga Bet   | 1      | 2010/11          |
| Liga Gimel | 1      | 2009/10          |

- Copa Toto Leumit: 2018/19